# Juan Fernando López Aguilar
Juan Fernando López Aguilar (Las Palmas de Gran Canaria, Illes Canàries 1961) és un polític, jurista i professor universitari canari.

## Biografia
Va néixer el 10 de juny de 1961 a la ciutat de Las Palmas de Gran Canaria. Va estudiar en Dret a la Universitat de Granada, on es va llicenciar. Posteriorment cursà estudis de ciències polítiques i sociologia a la Universitat Complutense de Madrid, ampliant els seus estudis realitzant un màster en Dret i diplomàcia a la Fletcher School of Law and Diplomacy dels Estats Units d'Amèrica. Doctor en Dret per la Universitat de Bolonya, amb premi extraordinari, des de 1993 ocupa la Càtedra de Dret Constitucional de la Universitat de Las Palmas de Gran Canaria.

## Afició al dibuix
Aficionat al dibuix, va començar publicant caricatures al diari canari "La Provincia". Va ser autor d'una tira còmica anomenada "Gaudeamus", realitzada juntament amb Andrés Sopeña Monsalve, durant la seva estada a Màlaga que va aparèixer regularment al periòdic "Sur de Málaga". El 1981 es va editar una recopilació d'aquestes tires, basades en les aventures d'un PNN (Professor No Numerari).

## Activitat política
Membre del Partit Socialista Obrer Espanyol (PSOE) des de l'any 1983, el 1990 va ser nomenat assessor executiu del Gabinet del Ministre de Justícia Enrique Múgica i posteriorment va ocupar el càrrec de Cap de Gabinet dels Ministeris d'Administracions Públiques (1993) i Educació i Ciència.
El 1999 va coordinar la candidatura socialista a la presidència del Govern de Canàries. En el 35è Congrés Federal del PSOE va ser escollit Secretari de Llibertats Públiques i Desenvolupament autonòmic i des de 1996 és diputat del Congrés dels Diputats. A l'ascens de José Luis Rodríguez Zapatero a la presidència del govern d'Espanya en les eleccions generals de 2004, López Aguilar fou nomenat Ministre de Justícia, càrrec que abandonà el 12 de febrer de 2007.

## Candidatura a la presidència de Canàries
El 28 d'octubre de 2006 fou oficialment designat candidat del PSOE a la presidència de Canàries per a les eleccions autonòmiques de 2007, anunciant-se el 7 de febrer de 2007 la seva substitució, al capdavant del Ministeri de Justícia, pel fiscal Mariano Fernández Bermejo.
El 18 d'abril de 2007 es va veure obligat a demanar disculpes públicament després de sortir a la llum que un dels documents electorals presentats pel PSOE a Canàries "125 medidas del primer año de gobierno" havia estat plagiat dels objectius presentats per Ciutadans - Partit de la Ciutadania en el seu programa en les eleccions al Parlament de Catalunya l'any anterior.
La seva candidatura en les eleccions autonòmiques va ser la més votada (34,7% dels vots) i la que va obtenir el nombre més gran de diputats (26 de 60) en el Parlament de Canàries, però un pacte entre Coalició Canària (19 diputats) i el Partit Popular (15 diputats), el va desbancar de la presidència regional.